# Ню (буква)
Ν, ν (название: ню, греч. νι, др.-греч. νῦ) — 13-я буква греческого алфавита. В системе греческой алфавитной записи чисел имеет числовое значение 50. Происходит от финикийской буквы 𐤍 — нун. От буквы ню произошли латинская буква N и кириллическая Н, а также их производные.
Новогреческое название — ни (νι [ˈni]).
Строчную ню ({\displaystyle \nu }) часто путают со строчным же ипсилоном ({\displaystyle \upsilon }); отличие в нижней части: у буквы ню она заостренная, а у ипсилона — круглая. Также есть путаница между буквой ню и латинской v при наборе в редакторе формул в Microsoft Word или в MathType. В TeX-подобных системах такой проблемы нет (ню вызывается с помощью \nu, а ипсилон — через \upsilon).

## Использование
Строчной {\displaystyle \nu } обозначают:
- Количество вещества в химии и физике
- Коэффициент Пуассона в механике твёрдого тела (обозначается также буквой μ, особенно в теории упругости)
- Частоту (волн или прочих периодических процессов) в физике
- Кинематическая вязкость в гидрогазодинамике
- Элементарную частицу нейтрино в физике.

Заглавная Ν является основным элементом символа номизмы.